# Akeem Bloomfield
Akeem Bloomfield (Kingston, 10 de noviembre de 1997) es un deportista jamaicano que compite en atletismo, especialista en las carreras de relevos.
Ganó dos medallas de plata en el Campeonato Mundial de Atletismo, en los años 2019 y 2022, ambas en la prueba de 4 × 400 m.

## Palmarés internacional
| Campeonato Mundial | Campeonato Mundial      | Campeonato Mundial | Campeonato Mundial |
| Año                | Lugar                   | Medalla            | Prueba             |
| ------------------ | ----------------------- | ------------------ | ------------------ |
| 2019               | Doha (Catar)            | Medalla de plata   | 4 × 400 m          |
| 2022               | Eugene (Estados Unidos) | Medalla de plata   | 4 × 400 m          |